# チャド語派
チャド語派（チャドごは、英語: Chadic languages）・チャド諸語（チャドしょご）は、アフロ・アジア語族に属し、ナイジェリア北部、ニジェール、チャド、中央アフリカ共和国、カメルーンで話されているおよそ200の言語からなる語派。チャド語派の中で最も広く話されているのはハウサ語であり、西アフリカ内陸部のリングワ・フランカとして用いられている。 

## 分類

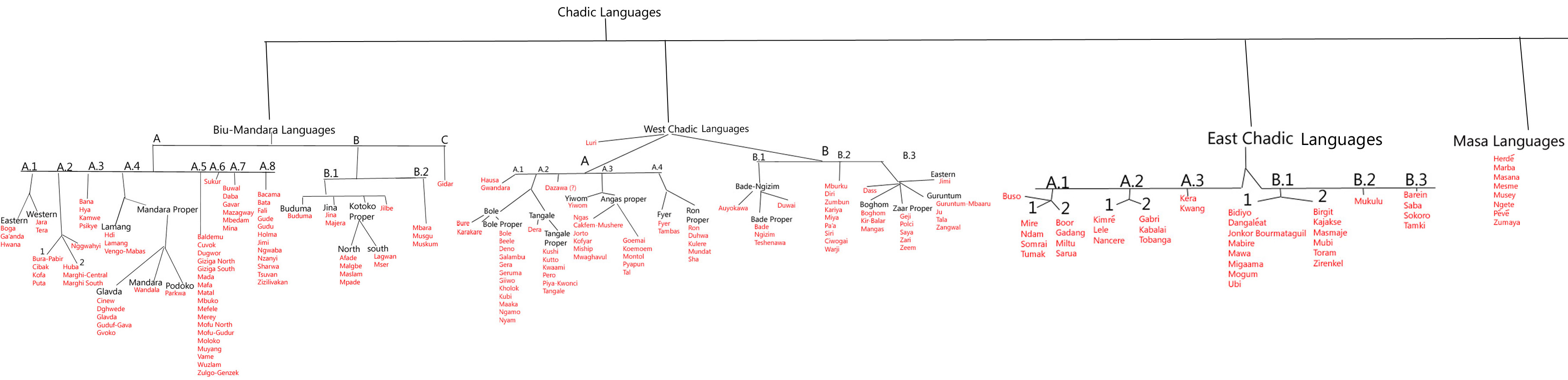
チャド語派の分類

1977年にニューマンは、チャド語派を4つの言語グループに分類し、以後すべての言語学者に受け入れられた。しかし、4つの言語グループより下位の分類は確固としたものではなく、例えば2006年にブランチは東チャド諸語のA/B分類のみ正しいとした。
- 西チャド諸語（West Chadic languages） - 2つの下位分類がある。

(A) ハウサ語、ロン語（Ron）、ボレ語（Bole）、アンガス語（Angas; 別名: Ngas）、ゴエマイ語（Goemai; 別名: アンクェー語 Ankwei）
(B) バデ語（Bade）ワルジ語（Warji）、ザール語（Zaar）
- ビウ＝マンダラ諸語 (中央チャド諸語、Biu–Mandara languages) - 3つの下位分類がある。

(A) ブラ語（Bura）、カムウェ語（Kamwe）、バタ語（Bata）
(B) イェディナ語（Yedina）、ムスグ語（Musgu; 別名: ムスグム語 Musgum）
(C) ギダル語（Gidar）
- 東チャド諸語（East Chadic languages） - 2つの下位分類がある。

(A) トゥマク語（Tumak）、ナンセレ語（Nancere）、ケラ語（Kera）
(B) ダンガリート語（Dangaléat）、モキルコ語（Mokilko）、ソコロ語（Sokoro）
- マサ諸語（Masa）

## 話者
チャド語派を話す民族はY染色体ハプログループR1bが高頻度である。これは他のアフロ・アジア系民族がハプログループE1b1bが高頻度であることと対照的である。R1bは7000年前にレバントから移動を開始し、チャド湖平原に到達したと考えられる。チャド語派の原郷は現在のスーダンあたりと考えられる。